# Fehlanzeige

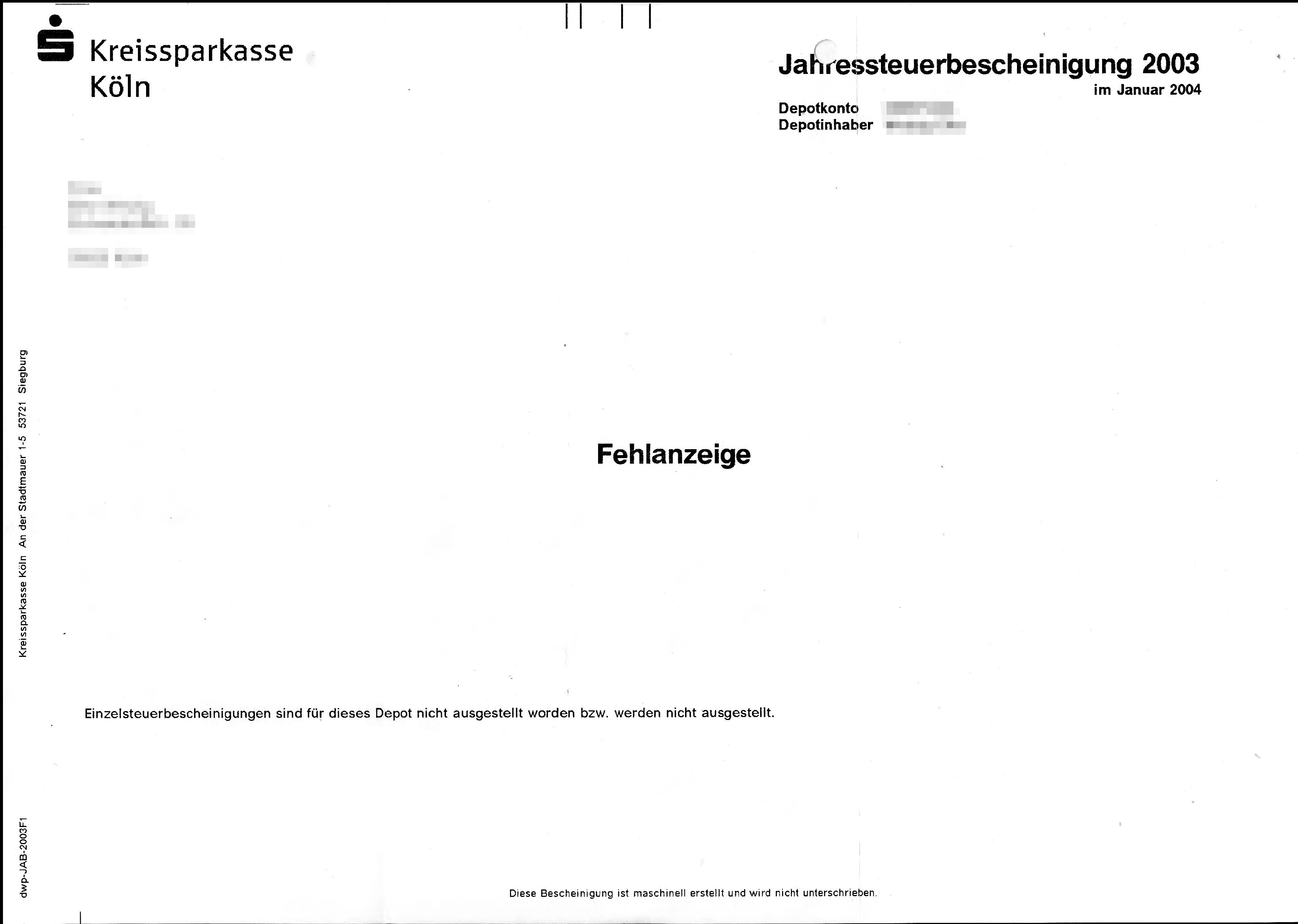
Fehlanzeige zur Jahressteuerbescheinigung 2003 der Kreissparkasse Köln

Die Fehlanzeige (Sinnbild: ∅; österr.: Leermeldung) stellt in der Bürokratie eine Möglichkeit dar, festzustellen, ob eine Abfrage bzw. eine Umfrage vom Empfänger zur Kenntnis genommen wurde. Hat ein Empfänger zu einer Abfrage keine Beiträge zu leisten oder besteht kein Bedarf seitens des Empfängers, zeigt er seine Kenntnisnahme durch eine Fehlanzeige an. Die Fehlanzeige ist in der Regel ein Schreiben an den Absender mit dem Inhalt „Kein Bedarf vorhanden“; dieser kann dies dann in seinen Akten vermerken, um den Überblick zu behalten, wessen Antworten noch ausstehen. In einfachen Fällen reicht es in der Bürokratie, bis zum Stichtag keine Antwort gegeben zu haben. Dies birgt gerade in wichtigen Fällen die Gefahr, dass es keine Rückmeldung gibt, wenn Beteiligte eine wichtige Nachricht nicht erhalten haben.
Meist enthalten Abfragen zur Regelung, ob eine Fehlanzeige erforderlich ist, die Formulierungen „Fehlanzeige ist erforderlich“ oder „Fehlanzeige kann entfallen/Fehlanzeige ist nicht erforderlich“ bzw. keinen Hinweis auf eine Fehlanzeige.
Typische Beispiele für Abfragen mit erforderlicher Fehlanzeige sind zum Beispiel Vorschläge von Tagesordnungspunkten für wichtige Besprechungen oder Teilnehmermeldungen für Fortbildungsveranstaltungen.
Im allgemeinen Sprachgebrauch wird das Wort Fehlanzeige auch im Sinne von „gibt es nicht“ oder „ist nicht vorhanden“ verwendet.
Im Rahmen der jährlichen Meldepflichten von Kredit- und Finanzdienstleistungsinstituten nach dem Kreditwesengesetz sind teilweise Fehlanzeigen abzugeben (zum Beispiel  § 14 Abs. 1 S. 2 Anzeigenverordnung zum Kreditwesengesetz). Daraus kann die Bundesanstalt für Finanzdienstleistungsaufsicht ersehen, dass der Meldepflichtige seine Meldepflicht erfüllt hat. Bei einfachem Unterlassen der Meldung wäre nicht ersichtlich, ob kein meldepflichtiger Tatbestand erfüllt ist oder der Meldepflicht schlicht nicht nachgekommen wurde.